# Karl Reiche
Karl Reiche (* 6. Dezember 1902; † 3. Juli 1959 in Müggelheim) war ein deutscher Schriftsteller.

## Leben
Reiches schriftstellerische Laufbahn begann während seiner Wanderschaft als Buchbinder, als er für Zeitungen Berichte über seine Eindrücke lieferte. Nach dem Zweiten Weltkrieg, den er als Soldat in Afrika erlebte, wurde er Redakteur, später war er freier Schriftsteller. Er schrieb eine Reihe von Abenteuerbüchern, die in der Reihe „Spannend erzählt“ des Verlags Neues Leben erschienen. Seine Kriegserlebnisse in Nordafrika verarbeitete er im Roman Von Safari zurück.

## Werke (Auswahl)
- Fackeln vor Lumber Point
- Die Teufelsmühle im Orinoco (u. a. in der Buchreihe Welt der Abenteuer und in der Gelben Reihe veröffentlicht)
- Die geheime Kraft
- Von Safari zurück